# Bulbophyllum eublepharum
Bulbophyllum eublepharum är en orkidéart som beskrevs av Heinrich Gustav Reichenbach. Bulbophyllum eublepharum ingår i släktet Bulbophyllum och familjen orkidéer. Inga underarter finns listade i Catalogue of Life.